# Islas Moala
Las islas Moala son un subgrupo del archipiélago Lau en Fiyi. Sus tres islas (Matuku, Moala, y Totoya) tienen una superficie total de aproximadamente 119 km². Se encuentran al oeste de dicho archipiélago, y fueron históricamente vinculadas más estrechamente con la isla de Bau y Viti Levu que con Lau. Fueron unificadas a la congregación Lau por Ratú Sukuna gracias a la tradicional provisión de taro y otros vegetales.
La principal actividad económica de las islas Moala es el cultivo del coco y el cultivo de tubérculos, así como la agricultura en general y la pesca marina.